# Barone di Castelvetrano
Barone di Castelvetrano è un titolo feudale siciliano creato dal re di Sicilia Federico III per Bartolomeo Tagliavia  al quale assegnò il feudo di Castelvetrano, tolto a Tommaso Lentini. 

## Storia
Bartolomeo Tagliavia era figlio di una dama di compagnia di Costanza di Hohenstaufen. In occasione dei Vespri Siciliani, Pietro III d'Aragona affidò proprio a Bartolomeo la difesa militare dell'isola, nominandolo, successivamente, maggiordomo di Palazzo, tesoriere della Curia regis e castellano del Castello a mare di Palermo. Quando, in seguito al Trattato di Anagni, la Sicilia sarebbe dovuta passare dal dominio aragonese a quello angioino, Bartolomeo Tagliavia si oppose e si schierò a favore di Federico d'Aragona che Il 25 marzo 1296 nella Cattedrale di Palermo venne incoronato re di Sicilia. In quella stessa occasione il nuovo re nominò cavalieri più di trecento uomini che avevano sostenuto la sua causa e fra questi anche Bartolomeo Tagliavia. Nello stesso anno Bartolomeo aveva ottenuto la conferma del feudo della Gazzella detenuto in precedenza dal nonno materno.. Il 18 gennaio 1299, ottenne dallo stesso Federico d'Aragona anche la baronia di Castelvetrano. Il titolo è stato usato fino al 1538 quando venne sostituito da quello di Conte di Castelvetrano.

## Baroni di Castelvetrano
- Bartolomeo Tagliavia
- Nino I Tagliavia
- Matteo Tagliavia
- Nino II Tagliavia
- Baldassare Tagliavia
- Giovanni Tagliavia
- Nino III Tagliavia
- Giovanni Antonio Tagliavia
- Giovanni Vincenzo Tagliavia